# Lynchellidae
Famille
Les Lynchellidae sont une famille de Ciliés de la classe des Cyrtophoria et de l’ordre des Cyrtophorida ou des Chlamydodontida selon les classifications.

## Étymologie
Le nom de la famille vient du nom du genre type Lynchella, dont Kahl n'a pas donné d'explication. Il s'agit probablement d'un hommage au protistologiste J.E. Lynch, contemporain d'Alfred Kahl, qui décrivit certains protozoaires des oursins en 1929-30,.

## Description

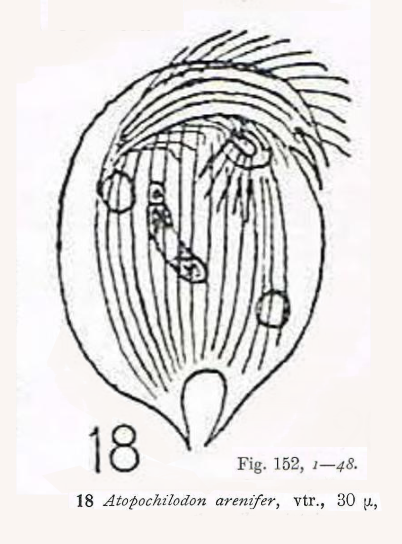
Atopochilodon arenifer (d'après Kahl).

En 1935 Kahl décrit ainsi les deux espèces du genre type Lynchella :

« Lynchella aspidisciformis Kahl, 1933

Bordure du corps épaisse, avec une bande rayée munie de barres en forme d'anneau...

Noyau apparemment non formé, polaire. Piège et brosse dorsale semblables à ceux de l'espèce Lynchella gradata.

Lynchella gradata Kahl, 1933

Corps délicatement étagé, avec, sur le bord antérieur, une fossette devant laquelle s'insèrent dix à douze brosses dorsales. Piège uniquement ventral avec environ dix bâtonnets, dont les apex sont nets, les parties proximales étant très délicates. Macronoyau polaire, probablement à plusieurs micronoyaux. »

## Habitat et répartition
D'une manière générale les espèces de la famille des Lynchellidae ont été récoltées dans à peu près toutes les mers et océans du monde.
Pour le genre type Lynchella, Kahl considéraient les deux espèces qu'il décrivit, en 1933, comme rares. Il récolta Lynchella gradata en mer Baltique, sur fond sablonneux près de Kiel, et Lynchella aspidisciformis en mer du Nord, également en milieu sablonneux près de Heligoland.

## Liste des genres
Selon GBIF (5 décembre 2022) :
- Atopochilodon Kahl, 1933
- Chlamydonella Petz, Song & Wilbert, 1995
- Chlamydonellopsis Blatterer & Foissner, 1990
- Coeloperix Gong & Song, 2004
- Lynchella Kahl, 1968 genre type[note 2]
- Lynchellodon Yankovskij, 1980
- Wilbertella Gong & Song, 2006
- Wilbertiella

Selon The Taxonomicon (8 décembre 2022) :
- Atopochilodon Kahl, 1933
- Chlamydonella Deroux, 1970
- Chlamydonellopsis Blatterer & Foissner, 1990
- Coeloperix Deroux, in Gong & Song, 2004
- Lophophorina Penard, 1922
- Lynchella Kahl, 1933

## Systématique
Le nom valide de ce taxon est Lynchellidae Jankowski, 1968.
Le genre type Lynchella a été créé par Kahl en 1933 avec deux espèces, dont aucune ne fut désignée comme espèce type, le nom devint donc un nomen nudum et fut redécrit en 1968 par Jankowski.